# Gertrud Bergenheim-Nissen
Alma Gertrud Vilma Bergenheim-Nissen, född 27 januari 1924 i Lerums församling, Älvsborgs län, död 25 juni 1993 i Eskilstuna, var en svensk barn- och ungdomspsykiater.

## Biografi
Gertrud Bergenheim var dotter till civilingenjör Erik Bergenheim och Maja Thulin. Hon avlade studentexamen i Stockholm 1942, blev medicine kandidat vid Karolinska Institutet i Stockholm 1946 och medicine licentiat där 1951. Hon innehade specialistkompetens i pediatrik. Hon tjänstgjorde som underläkare på röntgenavdelningen, barnkliniken och barnpsykiatriska kliniken på Sundsvalls sjukhus 1951–1964, underläkare vid psykiatriska kliniken 1966, tillförordnad biträdande överläkare på barnpsykiatriska kliniken 1967–1969, blev biträdande överläkare där 1970 och överläkare på barn- och ungdomspsykiatriska kliniken på Eskilstuna lasarett 1974.